# 5636 Jacobson
5636 Jacobson è un asteroide della fascia principale. Scoperto nel 1985, presenta un'orbita caratterizzata da un semiasse maggiore pari a 2,7622192 UA e da un'eccentricità di 0,1357511, inclinata di 2,40028° rispetto all'eclittica.